# Katy Mixon
Katy Mixon, född 30 mars 1981 i Pensacola, Florida, är en amerikansk skådespelare.
Mixon har bland annat medverkat i TV-serierna Eastbound & Down (2009-2013) och Mike & Molly (2010-2016). Hon har även medverkat i filmen Minioner från 2015.

## Filmografi (i urval)
- 2005 – The Quiet
- 2009–2013 – Eastbound & Down (TV-serie)
- 2009 – All About Steve
- 2010–2016 – Mike & Molly (TV-serie)
- 2015 – Minioner
- 2016 – Hell or High Water